# Великоплавучанский сельский совет (Козовский район)
Великоплавучанский сельский совет (укр. Великоплавучанська сільська рада) — входит в состав
Козовского района
Тернопольской области
Украины.
Административный центр сельского совета находится в 
с. Великая Плавуча.

## История
- 1530 — дата образования.

## Населённые пункты совета
- с. Великая Плавуча
- с. Цицоры